# Gallham
Gallham ist eine Ortschaft und eine Katastralgemeinde der Marktgemeinde Prambachkirchen im Bezirk Eferding im Hausruckviertel in Oberösterreich. Die Ortschaft hat 95 Einwohner (Stand 1. Jänner 2024).
Der Ort liegt südwestlich von Prambachkirchen und besteht aus einigen Bauernhöfen und mehreren Wohnhäusern. Durch den Ort fließt der Gallhamer Bach, der unmittelbar westlich von Gallham auch den Moarteich  bewässert. Dieser Teich ist etwa einen Hektar groß und dient der Fischzucht.

## Geschichte

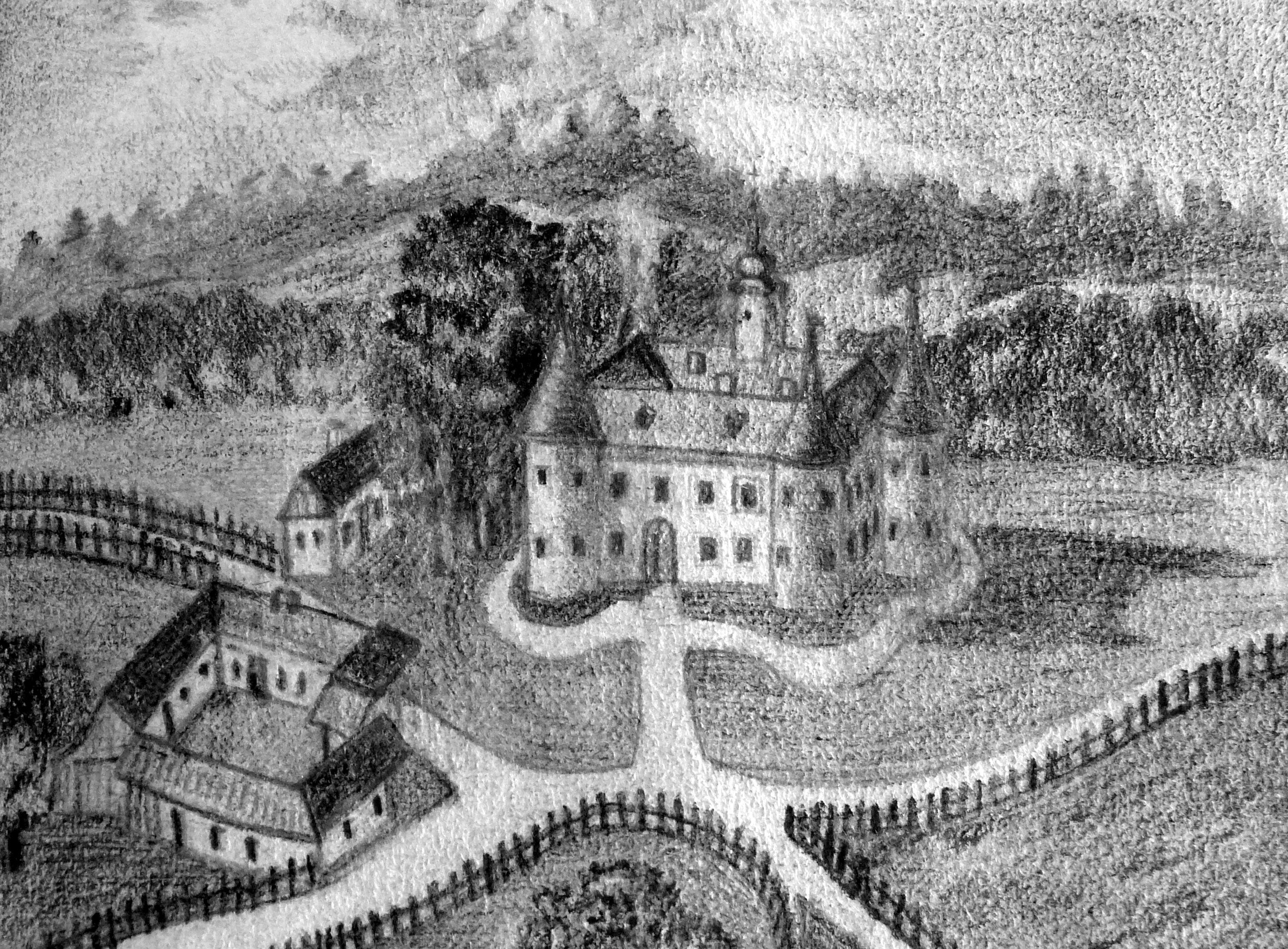
Schloss Gallham (abgebrochen 1830)

Das früheste Schriftzeugnis ist von 1345 und lautet „Kallenhaim“. Der Name geht auf mittelhochdeutsch kal (kahl, karg) oder kalne, kalle (morastiges Wasser) zurück.